# Martha Nelumbu
 (décembre 2024).
Martha Mwadinomho yaKristian Nelumbu (née le 7 août 1930) est l'Ohamba (reine) des Oukwanyama, il s'agit d'une dynastie du peuple Ovambo du nord de la Namibie. La reine Mwadinomho est née dans la famille royale Oukwanyama dans le village d'Oifidi en Angola le 7 août 1931. Elle est du totem du bétail. Elle est couronnée en novembre 2005, et ainsi succède à son cousin Kornelius Mwetupunga Shelungu . Elle est la première femme à diriger.
La reine Mwadinomho vit à la résidence royale d' Omhedi . Au fil des ans, elle a hébergé des enfants, il y en avait plus de 60 enfants dans sa ferme.

## Honneurs
L'école combinée Mwadinomho d' Ondeihaluka porte son nom.
L'Université des sciences et technologies de Namibie (Nust) a décerné le 3 mai 2024 un doctorat honorifique à la reine Oukwanyama Martha Mwadinomho. Cela s'est passé lors de la toute première remise des diplômes au campus satellite NUST Eenhana. Elle a reçu un doctorat honorifique en philosophie ( Honoris Causa ) en leadership et gestion du changement, décerné en raison de ses réalisations axées sur plusieurs ODD. Il s’agit notamment de :
- La bonne santé et du bien-être (ODD 3).
- Une éducation de qualité (ODD 4).
- Légalité des sexes (ODD 5).
- Du travail décent et de la croissance économique (ODD 8).
- De l’industrie, de l’innovation et des infrastructures (ODD 9).
- De la réduction des inégalités ( ODD 10).
- Et pour la paix, la justice et la mise en place d'institutions fortes (ODD 16).